# Grand Prix-wegrace van Duitsland 1957
De Grand Prix-wegrace van Duitsland 1957 was de eerste Grand Prix van het wereldkampioenschap wegrace in het seizoen 1957. De races werden verreden op 19 mei 1957 op de Hockenheimring, toen nog een stratencircuit bij en deels door de stad Hockenheim.

## Algemeen

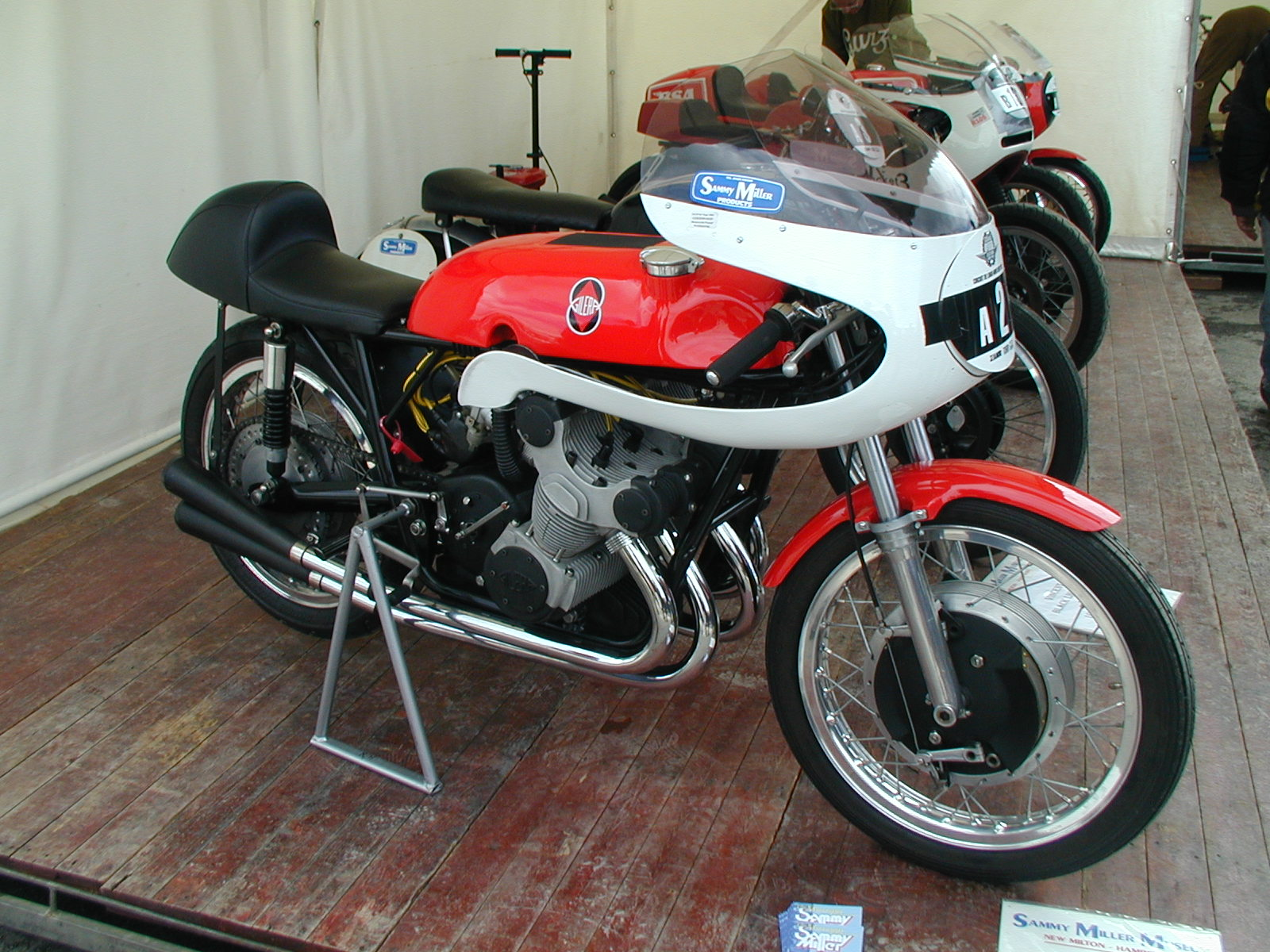
Gilera 500 4C uit 1957

Voor het eerst werd er een WK-race op de Hockenheimring gereden en dit circuit deed zijn naam als hogesnelheidscircuit meteen eer aan: voor het eerst in de geschiedenis werd een Grand Prix met een gemiddelde snelheid van meer dan 200 km/uur verreden. De snelste ronde van Bob McIntyre in de 500cc-race ging met 208,5 km/uur. Alle soloklassen werden door Italianen gewonnen: Libero Liberati in de 350- en de 500cc-klasse en Carlo Ubbiali in de 125- en de 250cc-klasse.

## 500cc-klasse
Gilera kon de geblesseerde Geoff Duke niet aan de start brengen, maar Libero Liberati en Bob McIntyre namen de honneurs uitstekend waar. Zij finishten met slechts 0,3 seconde verschil en ruim een minuut voor Walter Zeller met de BMW RS 54. Grootste concurrent en regerend wereldkampioen John Surtees viel met zijn MV Agusta uit, net als teamgenoot Umberto Masetti, maar Terry Shepherd scoorde twee punten voor MV Agusta, achter Dickie Dale met de Moto Guzzi V8. Liberati had ook de 350cc-race al gewonnen.
| Pos | Coureur            | Merk       | Tijd       | Punten |
| --- | ------------------ | ---------- | ---------- | ------ |
| 1   | Libero Liberati    | Gilera     | 1:02"34'3  | 8      |
| 2   | Bob McIntyre       | Gilera     | + 0'3      | 6      |
| 3   | Walter Zeller      | BMW        | + 1"06'1   | 4      |
| 4   | Dickie Dale        | Moto Guzzi | + 1"18'1   | 3      |
| 5   | Terry Shepherd     | MV Agusta  | + 1 ronde  | 2      |
| 6   | Ernst Hiller       | BMW        | + 1 ronde  | 1      |
| 7   | Ernst Riedelbauch  | BMW        | + 2 ronden |        |
| 8   | Eugen Hagenlocher  | BMW        | + 2 ronden |        |
| 9   | Alois Huber        | BMW        | + 2 ronden |        |
| 10  | Kenneth Tostevin   | Norton     | + 3 ronden |        |
| 11  | Jacques Insermini  | Norton     | + 3 ronden |        |
| 12  | Austin Carson      | Norton     | + 3 ronden |        |
| 13  | Hans-Günther Jäger | BMW        | + 3 ronden |        |

| Coureur             | Merk       | Oorzaak |
| ------------------- | ---------- | ------- |
| Keith Campbell      | Moto Guzzi |         |
| Richard Thompson    | Norton     |         |
| Gerold Klinger      | BMW        |         |
| Heinz Kauert        | Matchless  |         |
| Hermann Vogt        | Matchless  |         |
| Karl-Heinz Scheifel | Matchless  |         |
| Kurt Maul           | Norton     |         |
| Rudolf Knees        | BMW        |         |
| Toni Schmitz        | Norton     |         |
| Guy Ligier          | Norton     |         |
| Jacques Collot      | Norton     |         |
| René Deschamps      | Norton     |         |
| John Surtees        | MV Agusta  |         |
| Umberto Masetti     | MV Agusta  |         |
| Martinus Van Son    | Matchless  |         |

| Coureur        | Merk   | Oorzaak  |
| -------------- | ------ | -------- |
| Bob Brown      | Gilera |          |
| Keith Bryen    | Norton |          |
| Alan Trow      | Norton |          |
| Derek Minter   | Norton |          |
| Geoff Duke     | Gilera | Blessure |
| Geoff Tanner   | Norton |          |
| Jack Brett     | Norton |          |
| Mike O'Rourke  | Norton |          |
| Alfredo Milani | Gilera |          |

## 350cc-klasse
De 350cc-race werd onder zware regen gereden. Libero Liberati kwam tijdens deze race ten val, maar raapte zijn Gilera 350 4C op en won alsnog. Bob McIntyre reed de snelste ronde, maar moest zijn race na een val beëindigen.
| Pos | Coureur          | Merk      | Tijd    | Punten |
| --- | ---------------- | --------- | ------- | ------ |
| 1   | Libero Liberati  | Gilera    | 53"59'1 | 8      |
| 2   | John Hartle      | Norton    |         | 6      |
| 3   | Helmut Hallmeier | NSU       |         | 4      |
| 4   | Umberto Masetti  | MV Agusta |         | 3      |
| 5   | Alano Montanari  | MV Agusta |         | 2      |
| 6   | Dick Thomson     | AJS       |         | 1      |

| Coureur      | Merk      | Oorzaak |
| ------------ | --------- | ------- |
| Bob McIntyre | Gilera    | Val     |
| John Surtees | MV Agusta |         |

| Coureur          | Merk       |
| ---------------- | ---------- |
| Bob Brown        | Gilera     |
| Eric Hinton      | Norton     |
| Keith Bryen      | Norton     |
| Keith Campbell   | Moto Guzzi |
| Dave Chadwick    | Velocette  |
| Fron Purslow     | Norton     |
| Jack Brett       | Norton     |
| Adelmo Mandolini | Moto Guzzi |
| Alfredo Milani   | Gilera     |
| Giuseppe Colnago | Moto Guzzi |
| Peter Murphy     | AJS        |

## 250cc-klasse
| Pos | Coureur           | Merk       | Tijd    | Punten |
| --- | ----------------- | ---------- | ------- | ------ |
| 1   | Carlo Ubbiali     | MV Agusta  | 52"27'3 | 8      |
| 2   | Roberto Colombo   | MV Agusta  |         | 6      |
| 3   | Cecil Sandford    | Mondial    |         | 4      |
| 4   | Enrico Lorenzetti | Moto Guzzi |         | 3      |
| 5   | Luigi Taveri      | MV Agusta  |         | 2      |
| 6   | Helmut Hallmeier  | NSU        |         | 1      |

| Coureur           | Merk    | Oorzaak |
| ----------------- | ------- | ------- |
| Tarquinio Provini | Mondial |         |

| Coureur            | Merk       |
| ------------------ | ---------- |
| Bob Brown          | NSU        |
| František Bartoš   | ČZ         |
| František Šťastný  | Jawa       |
| Günter Beer        | Adler      |
| Arthur Wheeler     | Moto Guzzi |
| Dave Chadwick      | MV Agusta  |
| David Andrews      | NSU        |
| John Hartle        | REG        |
| Sammy Hodgins      | Velocette  |
| Sammy Miller       | Mondial    |
| Tommy Robb         | NSU        |
| Alano Montanari    | Moto Guzzi |
| Fortunato Libanori | MV Agusta  |
| Remo Venturi       | MV Agusta  |

## 125cc-klasse
| Pos | Coureur           | Merk      | Tijd    | Punten |
| --- | ----------------- | --------- | ------- | ------ |
| 1   | Carlo Ubbiali     | MV Agusta | 43"30'1 | 8      |
| 2   | Tarquinio Provini | Mondial   |         | 6      |
| 3   | Roberto Colombo   | MV Agusta |         | 4      |
| 4   | Horst Fügner      | MZ        |         | 3      |
| 5   | Luigi Taveri      | MV Agusta |         | 2      |
| 6   | Ernst Degner      | MZ        |         | 1      |

| Coureur            | Merk      |
| ------------------ | --------- |
| František Bartoš   | ČZ        |
| Bill Maddrick      | MV Agusta |
| Bill Webster       | MV Agusta |
| Cecil Sandford     | Mondial   |
| Dave Chadwick      | MV Agusta |
| Sammy Miller       | Mondial   |
| Fortunato Libanori | MV Agusta |
| Guido Sala         | Mondial   |
| Remo Venturi       | MV Agusta |

## Zijspanklasse
| Pos | Coureur           | Bakkenist        | Merk   | Tijd    | Punten |
| --- | ----------------- | ---------------- | ------ | ------- | ------ |
| 1   | Fritz Hillebrand  | Manfred Grunwald | BMW    | 36"41'6 | 8      |
| 2   | Walter Schneider  | Hans Strauß      | BMW    |         | 6      |
| 3   | Josef Knebel      | Rolf Amfaldern   | BMW    |         | 4      |
| 4   | Florian Camathias | Jules Galliker   | BMW    |         | 3      |
| 5   | Loni Neußner      | Dieter Hess      | BMW    |         | 2      |
| 6   | Cyril Smith       | Stanley Dibben   | Norton |         | 1      |

| Coureur           | Bakkenist          | Merk   |
| ----------------- | ------------------ | ------ |
| Edgar Strub       | Mick Woollett      | Norton |
| Fritz Scheidegger | Horst Burkhardt    | BMW    |
| Werner Großmann   | Alfred Schmidt     | Norton |
| Jacques Drion     | Inge Stoll-Laforge | BMW    |
| Marcel Beauvais   | André Coudert      | Norton |
| Charlie Freeman   | John Chisnell      | Norton |
| Jackie Beeton     | Charles Billingham | Norton |
| Peter Woollett    | George Loft        | Norton |
| Pip Harris        | Ray Campbell       | Norton |
| Albino Milani     | Rossano Milani     | Gilera |

1925 · 1926 · 1927 · 1928 · 1929 · 1930 · 1931 · 1933 · 1934 · 1935 · 1936 · 1937 · 1938 · 1939 · 1949 · 1950 · 1951 · 1952 · 1953 · 1954 · 1955 · 1956 · 1957 · 1958 · 1959 · 1960 · 1961 · 1962 · 1963 · 1964 · 1965 · 1966 · 1967 · 1968 · 1969 · 1970 · 1971 · 1972 · 1973 · 1974 · 1975 · 1976 · 1977 · 1978 · 1979 · 1980 · 1981 · 1982 · 1983 · 1984 · 1985 · 1986 · 1987 · 1988 · 1989 · 1990 · 1991 · 1992 · 1993 · 1994 · 1995 · 1996 · 1997 · 1998 · 1999 · 2000 · 2001 · 2002 · 2003 · 2004 · 2005 · 2006 · 2007 · 2008 · 2009 · 2010 · 2011 · 2012 · 2013 · 2014 · 2015 · 2016 · 2017 · 2018 · 2019 · 2021 · 2022 · 2023 · 2024 · 2025